# Isabelle Moret
Pour les articles homonymes, voir Moret.
Isabelle Moret, née le 30 décembre 1970 à Lausanne (originaire de Clarmont), est une personnalité politique suisse du canton de Vaud, membre du Parti libéral-radical.
Elle siège au Conseil national de décembre 2006 à juin 2022 et le préside en 2020. Elle est élue au Conseil d'État vaudois en avril 2022.

## Biographie
Née Zuppiger et originaire de Clarmont, Isabelle Moret naît le 30 décembre 1970 à Lausanne. Fille unique de parents cheminots, elle grandit puis étudie à Lausanne. Après sa maturité de type C (scientifique) au gymnase de la Cité, elle obtient une licence en droit et un postgrade en droit européen. Elle passe par la suite son brevet d'avocat à Berne en 1995,.
Elle exerce durant plusieurs années son métier d'avocate-conseil au sein d'une étude lausannoise, mais ne pratique plus depuis 2013 pour se concentrer sur ses mandats politiques.
Mère de deux enfants,, elle est séparée de Cédric Moret, directeur d'ELCA Informatique, depuis 2015. La procédure de divorce, médiatisée dans la presse en raison de la candidature de l'intéressée au Conseil fédéral puis au Conseil d'État vaudois, était encore en cours en mai 2022.
Surnommée la « fée Clochette » à ses débuts à cause de sa voix haut perchée,,, elle parle couramment l'allemand, le suisse-allemand, l'italien et l'anglais,. Elle habite Yens,.

## Parcours politique
Isabelle Moret adhère au Parti radical-démocratique suisse (PRD, aujourd'hui Parti libéral-radical suisse) après l'acceptation en 1992 par le peuple et les cantons du référendum contre l'adhésion de la Suisse à l'Espace économique européen. Elle y commence son parcours politique au sein de la commission sur la politique intérieure en 1997.
Conseillère communale à Yens de 1998 à 2006 puis à nouveau depuis 2016,, elle devient également vice-présidente des Jeunes Radicaux suisses en 1998, tout en étant membre du groupe PME et de la Commission économique du PRD vaudois, dont elle devient la présidente en 2003[réf. nécessaire].
Elle entre au Grand Conseil du canton de Vaud en 1999, avant de devenir membre de l'Assemblée constituante vaudoise de 1999 à 2002. Elle quitte le parlement cantonal en 2006, après avoir notamment siégé à la Commission des finances de 2002 à 2006[réf. souhaitée].

### Conseil national

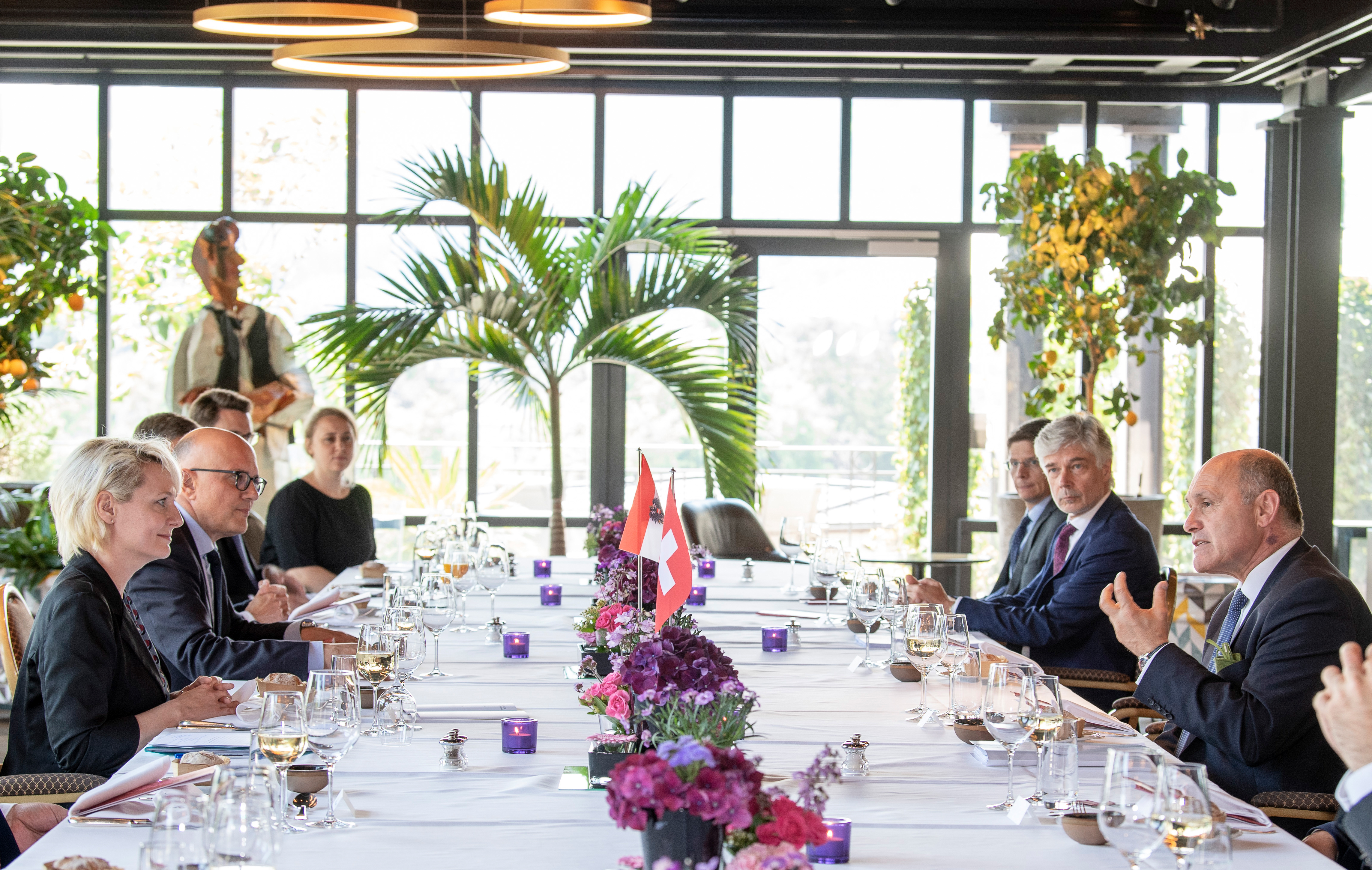
Rencontre entre Isabelle Moret en sa qualité de présidente du Conseil national et Wolfgang Sobotka, son homologue autrichien.

En décembre 2006, elle accède au Parlement fédéral en tant que conseillère nationale, mandat renouvelé depuis lors à quatre reprises. Lors des élections de 2015, elle est, avec 65 351 suffrages, l'élue romande la mieux élue.
Elle siège une année à la Commission des affaires juridiques (CAJ) et quatre ans à la Commission de gestion (CdG), y compris à la Délégation des commissions de gestion, de décembre 2007 à décembre 2011. Depuis 2011, elle est membre de la Commission des institutions politiques (CIP) et de la Commission de la sécurité sociale et de la santé publique (CSSS).
En parallèle à son mandat de conseillère nationale, elle est vice-présidente du Parti radical démocratique suisse, puis du Parti libéral-radical suisse après la fusion avec le Parti libéral suisse, de 2008 à 2016,. Elle se présente à l'élection au Conseil fédéral en septembre 2017, pour succéder à Didier Burkhalter. Au 2e tour de scrutin, elle termine troisième avec 28 voix, contre 80 à Pierre Maudet et 125 à Ignazio Cassis, qui est élu.
Isabelle Moret préside le Conseil national du 2 décembre 2019 au 30 novembre 2020.

### Conseil d'État
En août 2021, elle annonce son intention de se porter candidate à l'investiture pour l'élection au Conseil d'État du canton de Vaud. Le congrès de son parti la nomme officiellement candidate le 22 septembre par 230 voix aux côtés de Christelle Luisier (par acclamation) et Frédéric Borloz (227), écartant de peu le député Alexandre Berthoud (225 voix). Elle se présente sur une liste unique de la droite, rassemblant dans une alliance inédite les trois candidats du PLR, un candidat de l'UDC et une candidate du Centre. Arrivée deuxième au premier tour avec 47 % des voix, elle est élue au second tour le 10 avril 2022 par 53 % des voix (troisième place), contribuant au basculement de la majorité du gouvernement à droite,.
Elle prend ses fonctions à la tête du Département de l’économie, de l’innovation, de l’emploi et du patrimoine le 1er juillet 2022.

### Autres mandats
Elle préside la Fédération des industries alimentaires et l'association faîtière des hôpitaux H+ depuis 2015. Elle est également vice-présidente du conseil d'administration de Swissgrid et membre du comité d'Économiesuisse depuis septembre 2015,.

## Positionnement politique
Se qualifiant elle-même de libérale progressiste, louée pour son sens du compromis et sa capacité à s’affranchir des lobbies, elle se situe selon les observateurs au centre de son parti. Elle est à droite sur les questions de sécurité et d'asile, en matière de politique financière et sur les questions économiques, mais est progressiste sur les questions sociales et familiales,.
Elle s'est notamment investie pour la réintroduction de courtes peines de prison pour les petits délinquants, l'accélération des procédures d'asile et, sur les questions sociales, l'introduction de déductions fiscales pour frais de garde de 10 000 francs par enfant. Elle est très engagée dans le dossier de la réforme des retraites.